# Saint-Coutant-le-Grand
Saint-Coutant-le-Grand és un municipi francès situat al departament del Charente Marítim i a la regió de la Nova Aquitània. L'any 2007 tenia 315 habitants.

## Demografia

### Població
El 2007 la població de fet de Saint-Coutant-le-Grand era de 315 persones. Hi havia 135 famílies de les quals 41 eren unipersonals (37 homes vivint sols i 4 dones vivint soles), 41 parelles sense fills, 45 parelles amb fills i 8 famílies monoparentals amb fills.
La població ha evolucionat segons el següent gràfic:
Habitants censats

### Habitatges
El 2007 hi havia 168 habitatges, 140 eren l'habitatge principal de la família, 7 eren segones residències i 21 estaven desocupats. Tots els 167 habitatges eren cases. Dels 140 habitatges principals, 115 estaven ocupats pels seus propietaris, 23 estaven llogats i ocupats pels llogaters i 1 estava cedit a títol gratuït; 5 tenien dues cambres, 18 en tenien tres, 45 en tenien quatre i 71 en tenien cinc o més. 96 habitatges disposaven pel capbaix d'una plaça de pàrquing. A 73 habitatges hi havia un automòbil i a 54 n'hi havia dos o més.

### Piràmide de població
La piràmide de població per edats i sexe el 2009 era:
| Homes | Edats   | Dones |
| ----- | ------- | ----- |
| 0     | 95 o +  | 0     |
| 0     | 90 a 94 | 0     |
| 0     | 85 a 89 | 0     |
| 0     | 80 a 84 | 0     |
| 12    | 75 a 79 | 8     |
| 4     | 70 a 74 | 0     |
| 16    | 65 a 69 | 8     |
| 16    | 60 a 64 | 12    |
| 24    | 55 a 59 | 12    |
| 4     | 50 a 54 | 8     |
| 4     | 45 a 49 | 8     |
| 4     | 40 a 44 | 12    |
| 8     | 35 a 39 | 4     |
| 16    | 30 a 34 | 20    |
| 16    | 25 a 29 | 4     |
| 12    | 20 a 24 | 0     |
| 16    | 15 a 19 | 4     |
| 8     | 10 a 14 | 0     |
| 4     | 5 a 9   | 4     |
| 12    | 0 a 4   | 8     |

## Economia
El 2007 la població en edat de treballar era de 199 persones, 143 eren actives i 56 eren inactives. De les 143 persones actives 122 estaven ocupades (74 homes i 48 dones) i 20 estaven aturades (7 homes i 13 dones). De les 56 persones inactives 21 estaven jubilades, 13 estaven estudiant i 22 estaven classificades com a «altres inactius».

### Ingressos
El 2009 a Saint-Coutant-le-Grand hi havia 139 unitats fiscals que integraven 329 persones, la mediana anual d'ingressos fiscals per persona era de 15.379 €.

### Activitats econòmiques
Dels 12 establiments que hi havia el 2007, 1 era d'una empresa de fabricació de material elèctric, 2 d'empreses de construcció, 2 d'empreses de comerç i reparació d'automòbils, 2 d'empreses immobiliàries, 4 d'empreses de serveis i 1 d'una entitat de l'administració pública.
Dels 3 establiments de servei als particulars que hi havia el 2009, 1 era un paleta i 2 agències immobiliàries.
L'any 2000 a Saint-Coutant-le-Grand hi havia 26 explotacions agrícoles que ocupaven un total de 1.764 hectàrees.

## Poblacions més properes
El següent diagrama mostra les poblacions més properes.